# Jeanne-Marie Baude
Pour les articles homonymes, voir Baude.
Jeanne-Marie Baude, née Jeanne-Marie Legrand à Orléans en 1935 et morte à Paris en 2014, est une universitaire et essayiste.

## Biographie
Elle fait des études de lettres classiques à la Sorbonne et obtient l'agrégation en 1957. Elle est titulaire d’un doctorat de littérature française : sa thèse soutenue en 1994 à l'université de Rouen sous la direction de Jean Pierrot est consacrée à l’écrivain et poète Georges-Emmanuel Clancier. Elle enseigne au lycée Georges de la Tour à Metz puis, avec son mari Michel Baude, contribue à la création de l’Université de Metz en 1970 où elle enseigne la littérature contemporaine jusqu’en 1998 ; elle organise avec son époux le colloque Poésie et spiritualité en France depuis 1950 : spiritualité chrétienne, spiritualité athée en novembre 1987.
Elle collabore à la création de l'Association pour la poésie contemporaine. Elle est membre du Centre de recherches sur le surréalisme de Paris-III depuis sa création et du Centre de recherche Littérature et spiritualité à Metz, devenu Centre Michel Baude, qu'elle dirige de 1995 à 1998.
Elle collabore régulièrement à diverses revues telles que Mélusine (revue de Centre de recherches sur le surréalisme de la Sorbonne nouvelle), et les revues de spiritualité Christus et Études. Elle publie également des articles dans la revue littéraire Nunc, la revue de poésie Arpa, les revues de spiritualité Transversalités et Mélanges de Sciences Religieuses, la revue d'études interculturelle Passerelles, la revue Graphé de l'Université d'Artois, la Revue de Belles Lettres (RBL) en Suisse.
Elle meurt à Paris le 30 décembre 2014.

## Œuvres
- Création poétique et création romanesque dans l’œuvre de Georges-Emmanuel Clancier, Septentrion, 1998
- Georges-Emmanuel Clancier : de la terre natale aux terres d'écriture, PULIM, 2001
- Anne Perrier, Seghers, collection « Poètes d’aujourd’hui », 2004[4],[5]
- L'œil de l'âme : Plaidoyer pour l'imagination (préface de Dominique Salin sj), Éditions Bayard, 2009[6],[7]
- Marie Noël, notes intimes, Éditions du Cerf, 2012[8],[9]

### En collectif
- « L’espace vital »  dans Lecture plurielle de L’Écume des jours de Boris Vian, Union générale d'éditions 10/18, 1979
- « Corps et spiritualité dans la poésie moderne » dans Les Imaginaires du corps, ouvrage collectif sous la direction de Claude Fintz, L’Harmattan, 2000
- Le Moi à venir, travaux de Michel Baude réunis et publiés par Jeanne-Marie Baude avec un avant-propos, Klincksieck, 1994

### Direction de collectifs
- Éthique et écriture, Klincksieck, Centre de recherche Michel Baude Littérature et spiritualité, 1994
- avec Michel Baude : Poésie et spiritualité en France depuis 1950 ; spiritualité chrétienne spiritualité athée. Actes du colloque de l'université de Metz, 13-14 novembre 1987, Paris, Klincksieck, 1988, 257 p. (ISBN 2-252-02643-X).